# Dig (Fernsehserie)
Dig (auch mit dem Untertitel Operation Armageddon) ist eine US-amerikanische Fernsehserie von Tim Kring und Gideon Raff, die am 5. März 2015 ihre Premiere beim Sender USA Network feierte. In den Hauptrollen sind Jason Isaacs und Anne Heche zu sehen.
Die deutschsprachige Erstausstrahlung erfolgte ab dem 15. April 2016 auf dem deutschen Sender RTL Crime.

## Inhalt
Die Geschichte konzentriert sich auf einen FBI-Agenten, der in Jerusalem stationiert ist und während der Untersuchung eines Mordes eine Verschwörung entdeckt, deren Wurzeln schon 2000 Jahre zurückreichen. Deren Fokus ist auf die prophetische Rückkehr des jüdischen Tempels gerichtet.

## Darsteller
- Jason Isaacs als FBI Peter Connelly[7]
- Anne Heche als Special Agent in Charge Lynn Monahan[8]
- Ori Pfeffer als Detective Golan Cohen
- Melinda Page Hamilton als Sandra
- Alison Sudol als Emma Wilson
- Regina Taylor als Ruth Ridell
- David Costabile als Tad Billingham[9]
- Lauren Ambrose als Debbie Morgan[10]
- Richard E. Grant als Ian Margrove
- Angela Bettis als Fay

## Produktion und Ausstrahlung

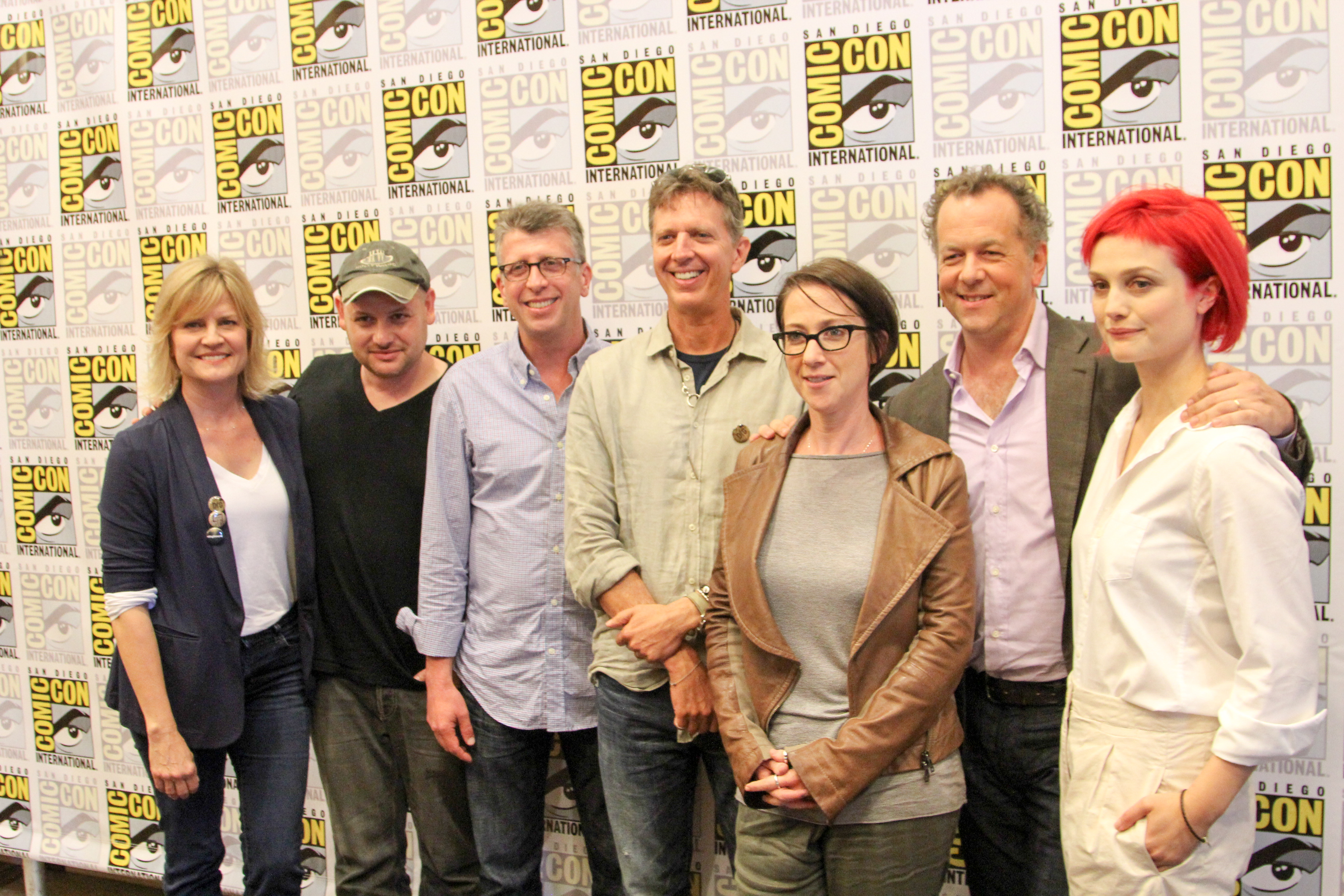
Produktionsteam der Serie (2014)

Die Serie wurde von Universal Cable Productions produziert. Ursprünglich war der Drehort der Serie in Jerusalem, doch aufgrund der Operation Protective Edge im Gazastreifen 2014 wurden die Dreharbeiten abgebrochen und später nach Dubrovnik, Split und Trogir in Kroatien sowie nach Albuquerque in New Mexico verlegt.
Die ursprünglich auf sechs Folgen ausgelegte Episodenbestellung der Serie, wurde später durch den Sender auf zehn Folgen erhöht.
Sie wurde schließlich 5. März bis zum 5. Mai 2015 auf dem US-amerikanischen Sender USA Network jeden Donnerstag um 22 Uhr gezeigt. Aufgrund niedriger Einschaltquoten wurden keine weiteren Folgen bestellt.
Die deutschsprachige Erstausstrahlung unter dem Originaltitel erfolgte vom 15. April bis zum 24. Juni 2016 auf dem deutschen Pay-TV-Sender RTL Crime freitags um 20:15 Uhr, wobei der Sender die erste Folge in zwei Teilen ausgestrahlt hat. Im Free-TV zeigt der deutsche Sender RTL II die Serie mit dem Untertitel Operation Armageddon zu Ostern 2018. So werden vom 29. bis zum 31. März 2018 ab 22:30 Uhr bzw. am 30. März ab 23:15 Uhr alle zehn Folgen ausgestrahlt.